# Melvilleön (Kanada)

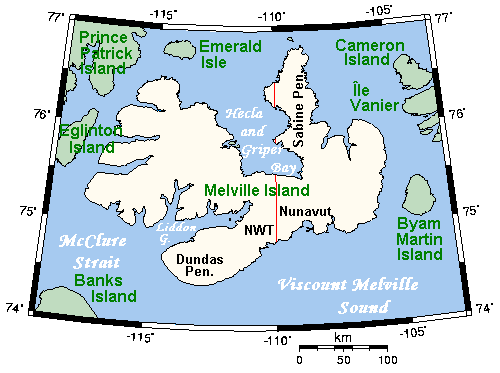
Karta över Melvilleön (engelska)

Melvilleön (engelska: Melville Island) är en obebodd ö som tillhör Kanadas arktiska öar. Administrativt ligger ön i territorierna Northwest Territories och Nunavut.
Ön har en yta på 42 149 km² och kännetecknas av flera kullar. Högsta punkten ligger 776 meter över havet. Öns inre del är täckt av is.
Melville Island upptäcktes 1819 av William Edward Parry och utforskades 1851 av Francis Leopold MacClintock. Den är uppkallad efter Robert Dundas, 2:e viscount Melville, en lord av amiralitetet.
På ön lever flera myskoxar och en mindre population av renar.